# حماسه دره شیلر
حماسه دره شیلر فیلمی به کارگردانی احمد حسنی‌مقدم و نویسندگی سید مجید امامی ساختهٔ سال ۱۳۶۵ است.

## خلاصه داستان
رحیم از سپاه پاسداران به صورت صوری اخراج می‌شود. مینی بوسی را سرقت می‌کند و به کردستان می‌رود و به شاخه ای از حزب دموکرات کردستان ایران به ریاست حسام خان نفوذ می‌کند. دموکرات‌ها در تدارک وارد کردن اسلحه و مهمات از عراق هستند. سپاه به واسطه اطلاعات رحیم، از موضوع باخبر می‌شود و فردی را با نام مستعار ناصر برای کسب اطلاعات بیشتر به محل می‌فرستد. ناصر شناسایی و کشته می‌شود. حسام خان رئیس شاخه حزب نیز به دست یک روستایی به قتل می‌رسد. هویت واقعی رحیم نیز آشکار می‌شود و درگیری با دموکرات‌ها آغاز می‌شود که نیروهای سپاه پاسداران، جنگ را به سود خود خاتمه می‌دهند.

## بازیگران
- رضا آقاربی
- آتش تقی‌پور
- مجید میرزاییان
- محرم زینال‌زاده
- علیرضا اسحاقی
- علی جلیلی‌باله
- سیداحمد میرعلایی
- رحیم عرب‌امینی
- سامی تحصنی
- اکبر نیک‌رو
- رحیم مهدی‌خانی
- امیر خاکسار
- جمشید علیخانی
- بخشعلی محمدی
- رضا نظریان
- اسماعیل رسولی
- شاپور بخشایی
- علی مجیدی
- جواد خالصی
- محمد بیات
- ناصر پزشکی
- مسعود عربیان
- سیدعلی میرطاهری
- اسدالله منجزی
- منصور حاجی‌زاده
- ناصر عرفانیان
- علیرضا توتونچیان
- منصوره فیلی
- عطاالله اسدپور
- عرش پورزارعی
- حمید رضایی
- محمود عظیمی
- رضا یاقوتی
- مهدی رسولی
- سیداحمد میری
- حسین اصولی‌زاده
- نبی اسدالهی
- پرویز نعمتی
- ناصر شفق
- فاطمه آهن‌جگر
- حسین فرخی
- عباس سلیمانی
- صفر عبدلی
- جعفر بقایی
- داوود ربیعی
- قهرمان یوسفی
- علی سعیدی
- علی اذانی
- علیرضا نائینی